# Anna Andreyeva
Anna Andreyeva (née le 23 juin 1915 à Penza et morte en 1997) est une athlète soviétique, spécialiste du lancer du poids.

## Biographie
Concourant sous les couleurs de l'URSS, elle remporte la médaille d'or du lancer du poids lors des championnats d'Europe de 1950, à Bruxelles, en établissant un nouveau record d'Europe avec 14,32 m. Elle devance sur le podium sa compatriote Klavdiya Tochenova et la Française Micheline Ostermeyer.
Le 9 novembre 1950, à Ploiești, elle établit un nouveau record du monde du lancer du poids avec la marque de 15,02 m, devenant la première athlète féminine à effectuer un lancer au-delà des 15 mètres.

### Palmarès
| Date | Compétition           | Lieu      | Résultat | Épreuve         | Performance |
| ---- | --------------------- | --------- | -------- | --------------- | ----------- |
| 1950 | Championnats d'Europe | Bruxelles | 1re      | Lancer du poids | 14,32 m     |

### Records
| Épreuve         | Performance | Lieu     | Date            |
| --------------- | ----------- | -------- | --------------- |
| Lancer du poids | 15,02 m     | Ploiești | 9 novembre 1950 |